# Giancarlo Polidori
Giancarlo Polidori (* 30. Oktober 1943 in Sassoferrato) ist ein ehemaliger italienischer Radrennfahrer und nationaler Meister im Radsport.

## Sportliche Laufbahn
Nach einigen vorderen Platzierungen in nationalen Rennen gewann er 1965 die italienische Meisterschaft im Straßenrennen der Amateure. Im folgenden Jahr wurde er Berufsfahrer und blieb bis 1976 immer in italienischen Mannschaften aktiv. Von den bedeutenden italienischen Rennen konnte er u. a. 1968 den Giro del Lazio gewinnen, 1970 den Gran Premio Montelupo, 1971 den Giro della Toscana, den Gran Premio Cemab  und den Giro del Veneto und 1973 den Giro dell’Umbria. Beim Giro d’Italia gewann er 1969 eine Etappe, startete siebenmal in der Rundfahrt und hatte mit Platz 18 1971 sein bestes Ergebnis in der Gesamtwertung. Die Tour de France sah ihn dreimal am Start, sein bestes Resultat war Rang 22 1967. 1967 konnte er nach der 3. Etappe für einen Tag das gelbe Trikot tragen.  Bei den UCI-Straßen-Weltmeisterschaften ging er viermal für Italien an den Start, dabei wurde er 1971 Vierter. Bei Etappenrennen wie der Tour de Romandie, der Tour de Suisse und der Sardinien-Rundfahrt gewann er ebenfalls mehrfach Tagesabschnitte. Die Rennserie Trofeo Cougnet konnte 1971 für sich entscheiden.